# 石紋高背鱨
石紋高背鱨，為輻鰭魚綱鯰形目脂鱨科的其中一種，為熱帶淡水魚，分布於非洲剛果民主共和國Kouilou-Niari河流域，體長可達17.9公分，棲息在岩石底質底層水域，生活習性不明。

## 扩展阅读
維基物種上的相關：石紋高背鱨